# Sant Pèire (Cuneo)
Sant Pèire (occità), Sampeyre en italià o San Pèire en piemontès és un municipi italià, a la Val Varacha, dins de les Valls Occitanes (regió del Piemont). L'any 2007 tenia 1.105 habitants. Limita amb els municipis de Brossasc, Chastèldalfin, Elva, Frasso, Macra, Oncin, Paisana, San Damiano Macra, Sant Frònt i Stroppo.

## Galeria fotogràfica

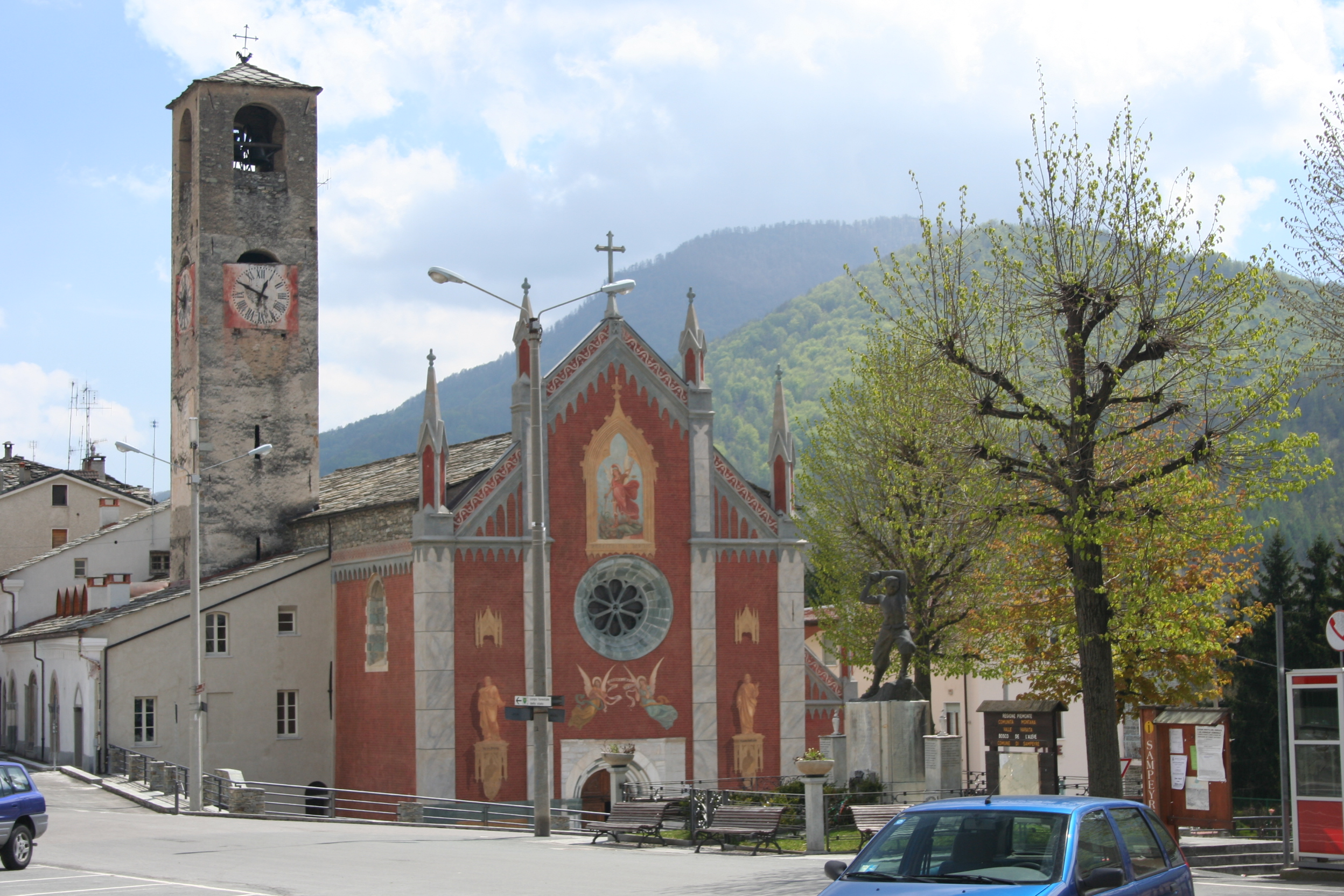
Església de St Pere i St Pau
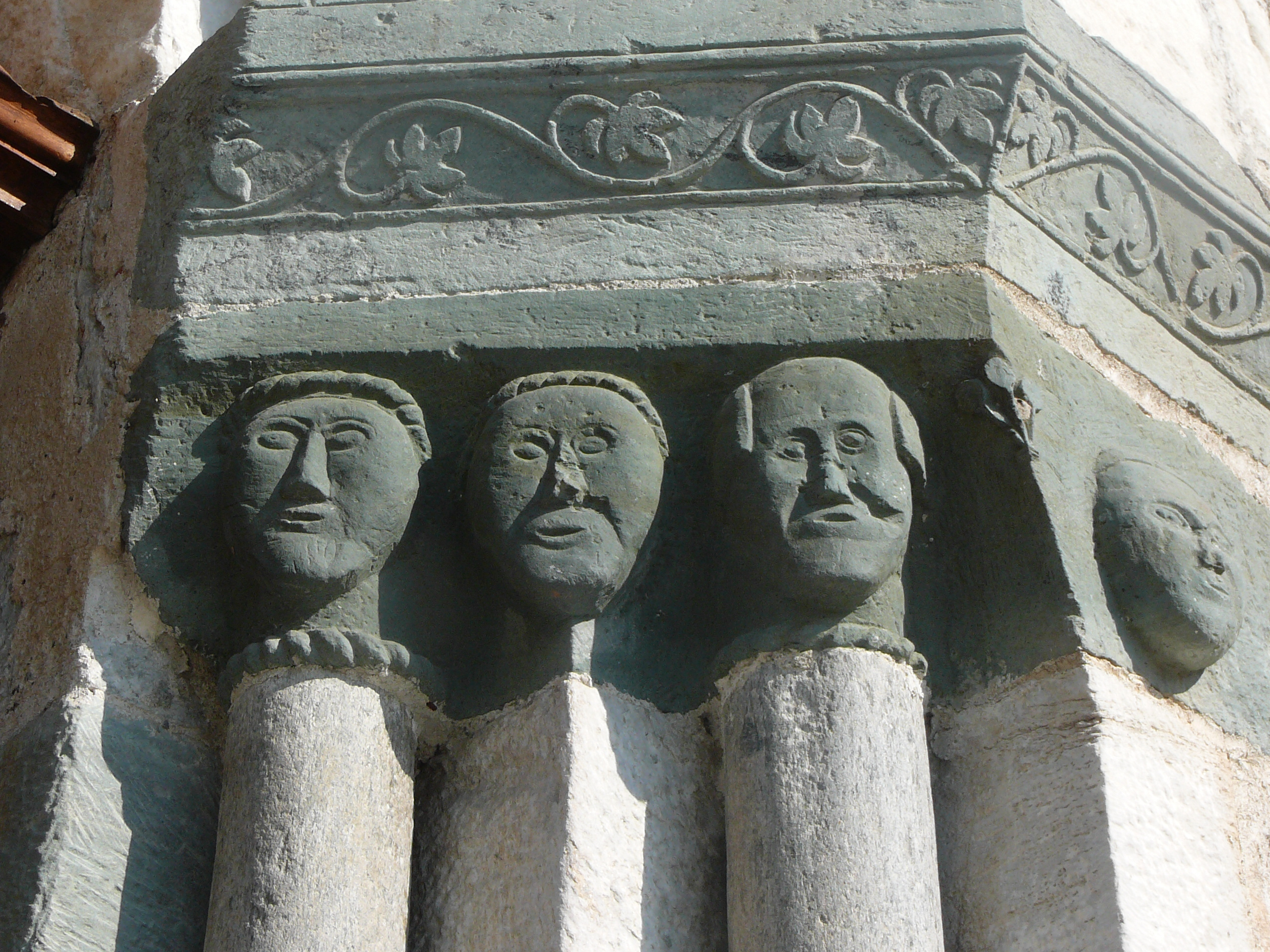
Església de St Pere i St Pau, particular
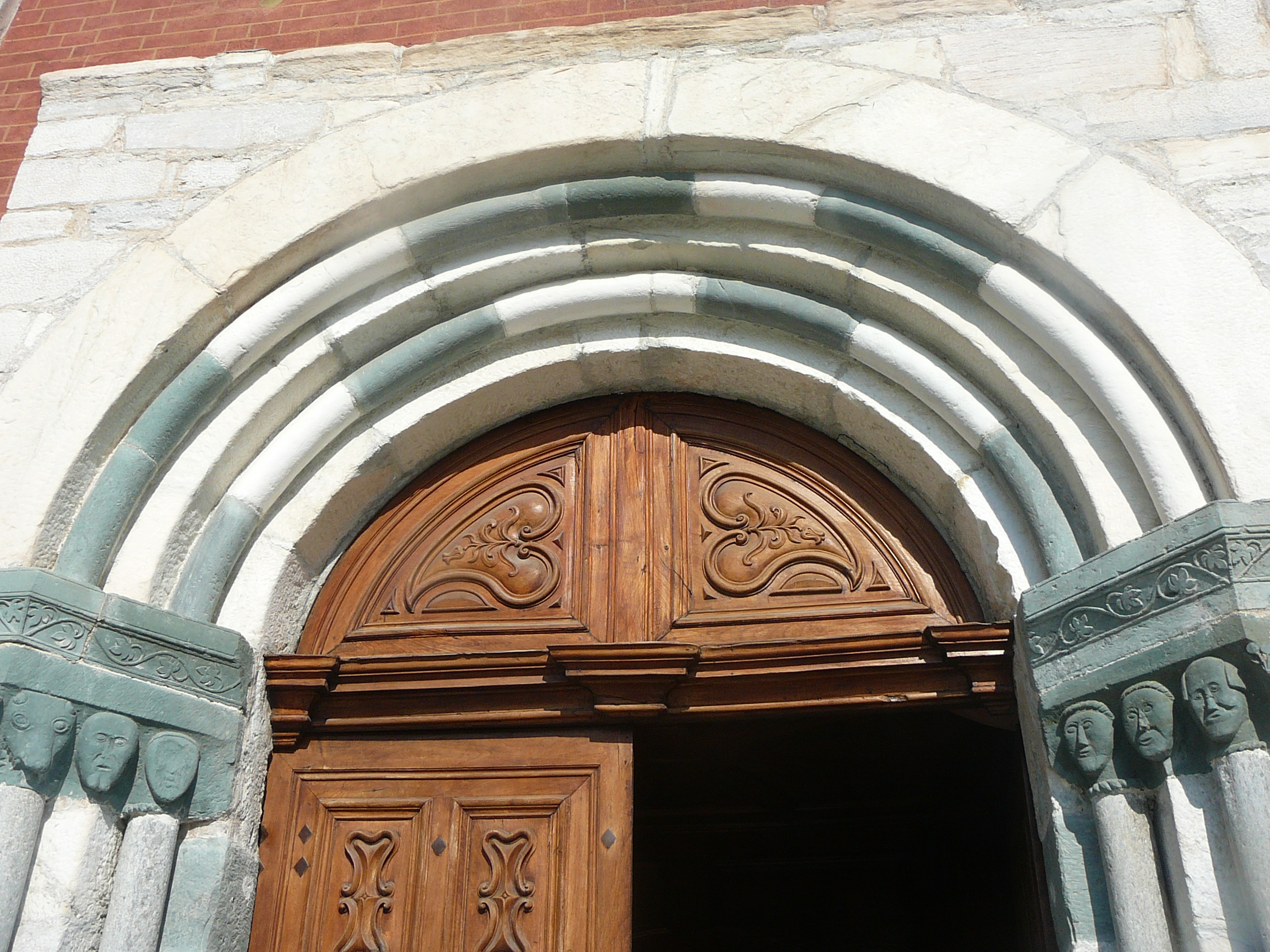
Església de St Pere i St Pau, portal
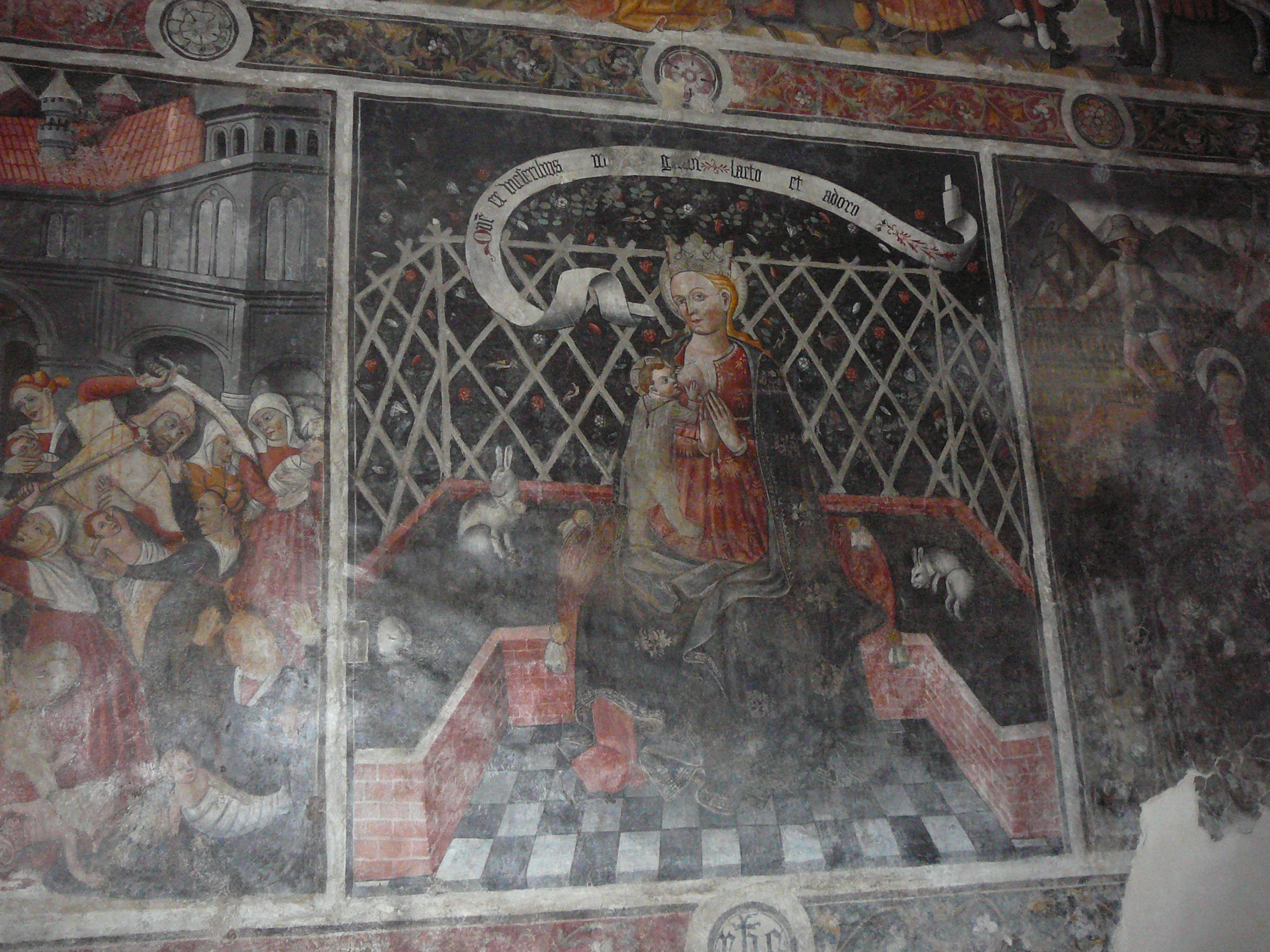
Església de St Pere i St Pau, interior: fresc de la Madonna della conigliera
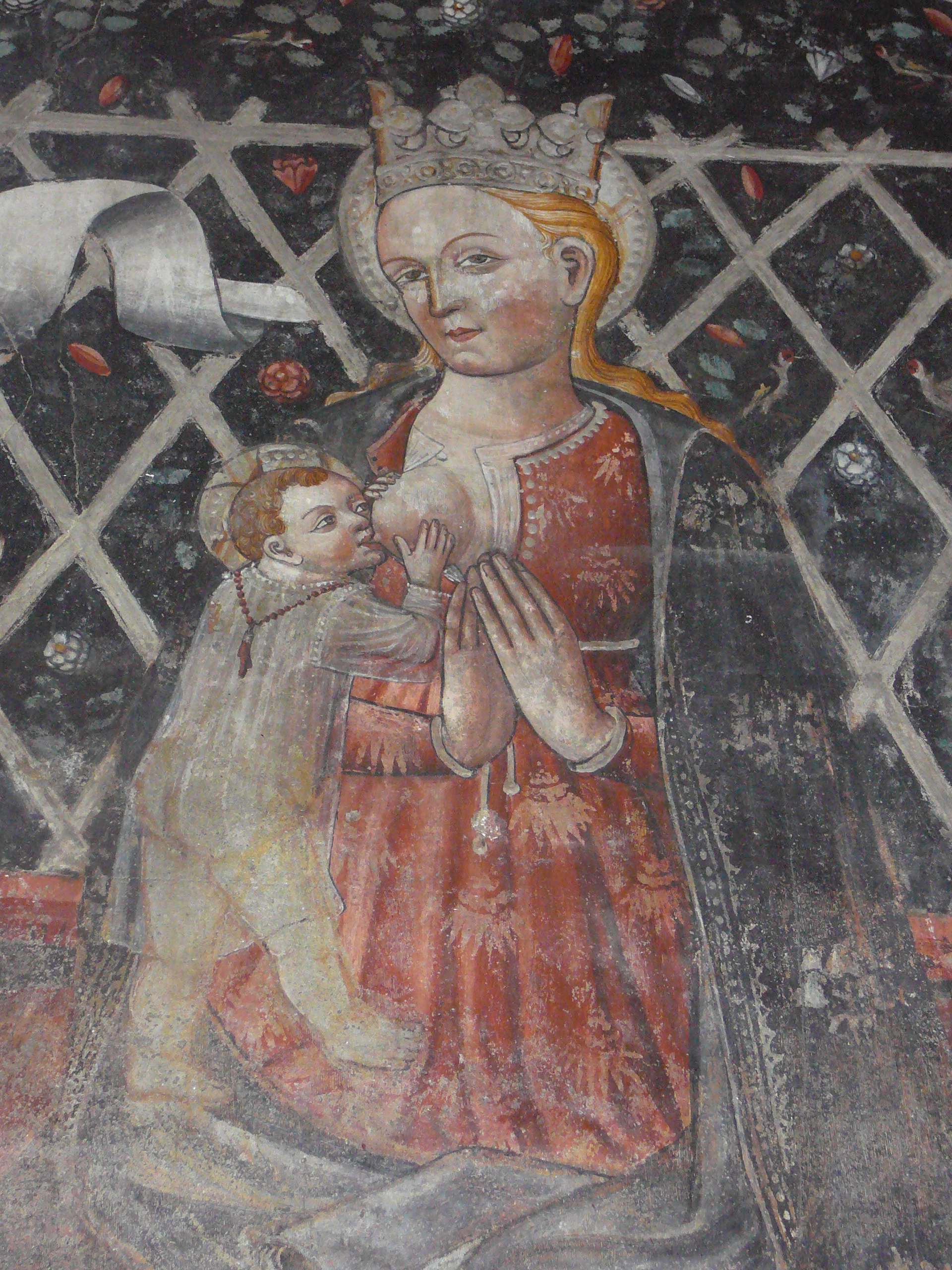
Església de St Pere i St Pau, interior: fresc- particolare
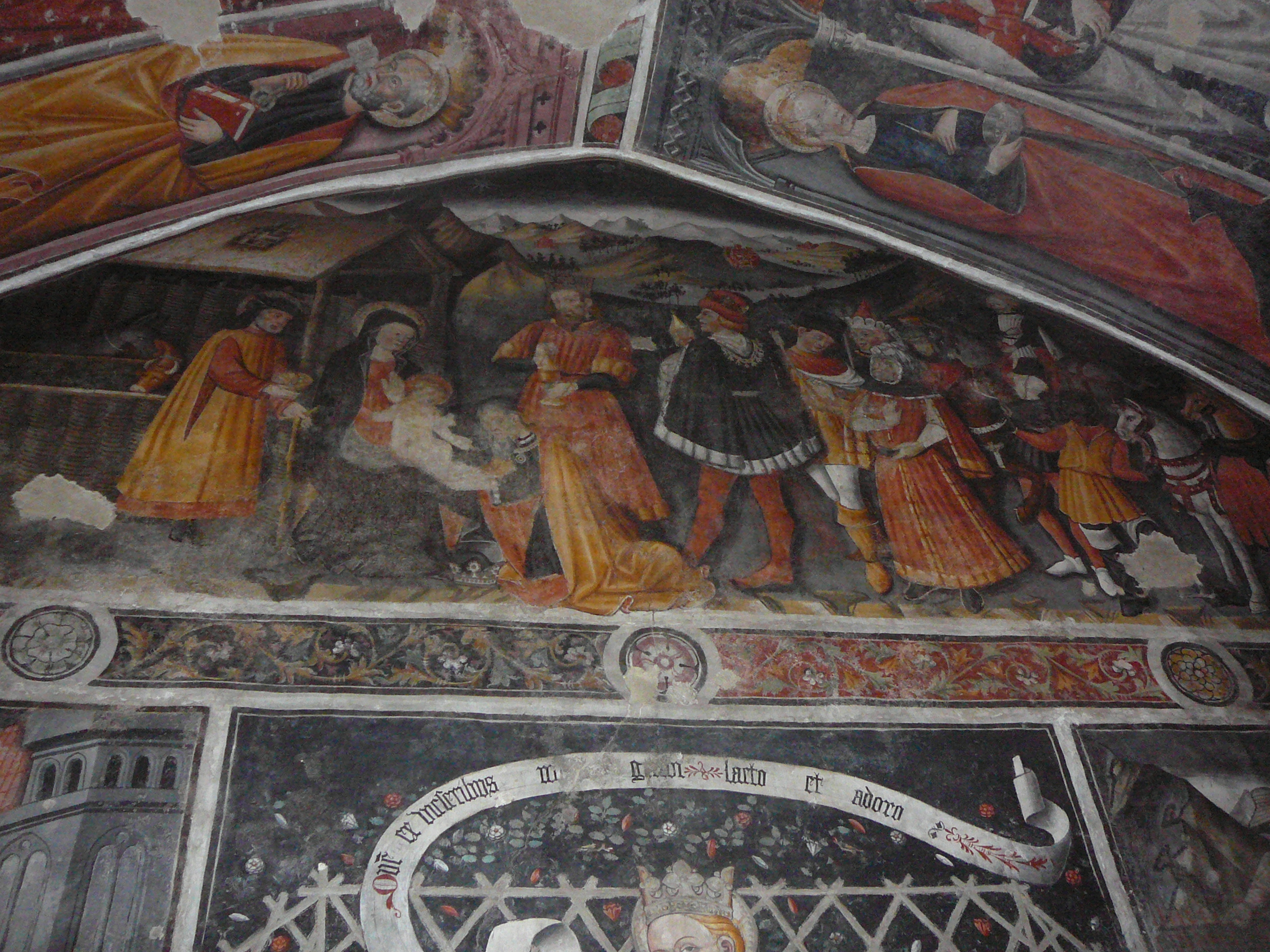
Església de St Pere i St Pau, interior: fresc
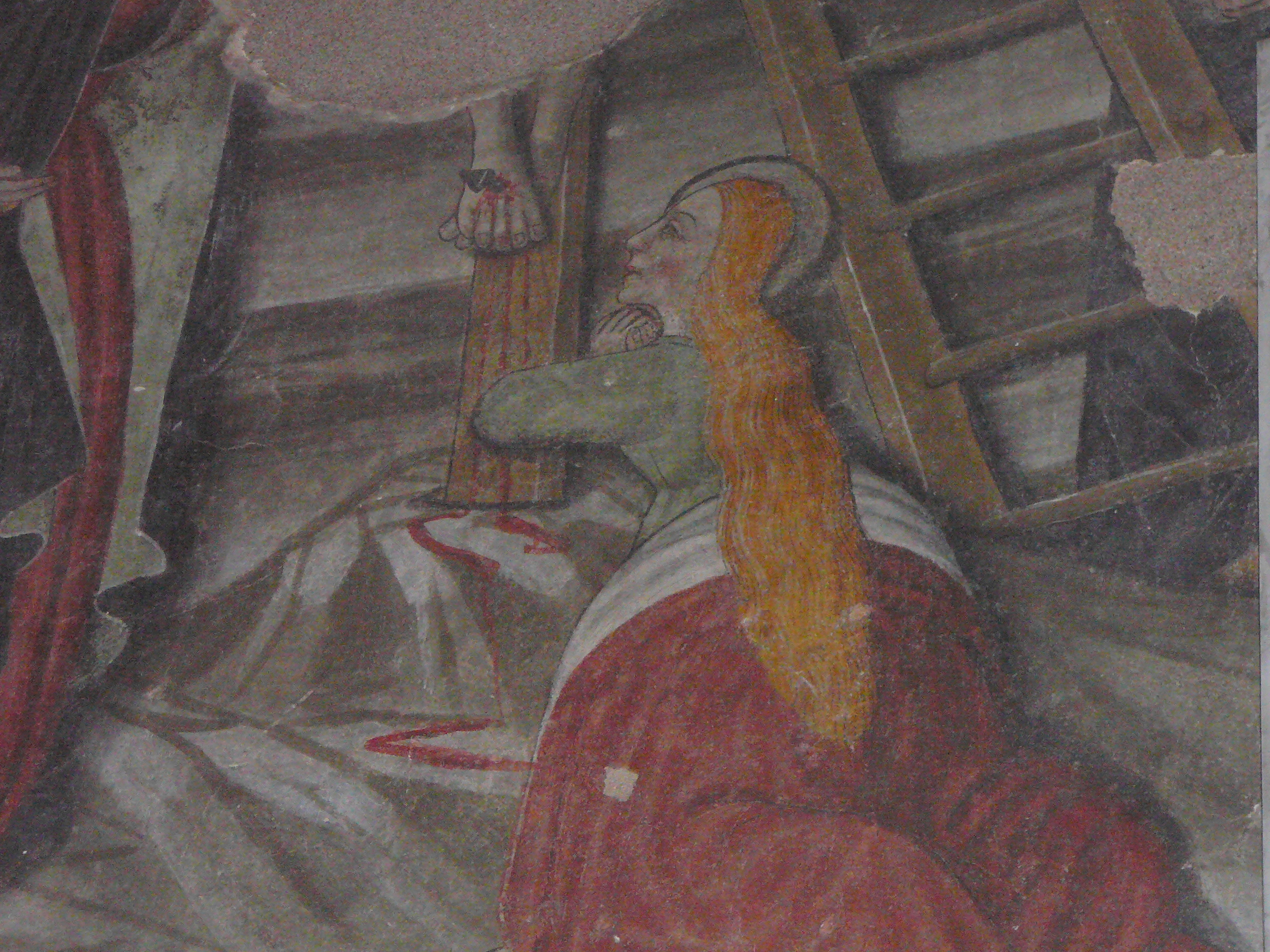
Església de St Pere i St Pau, interior: fresc- la Magdalena
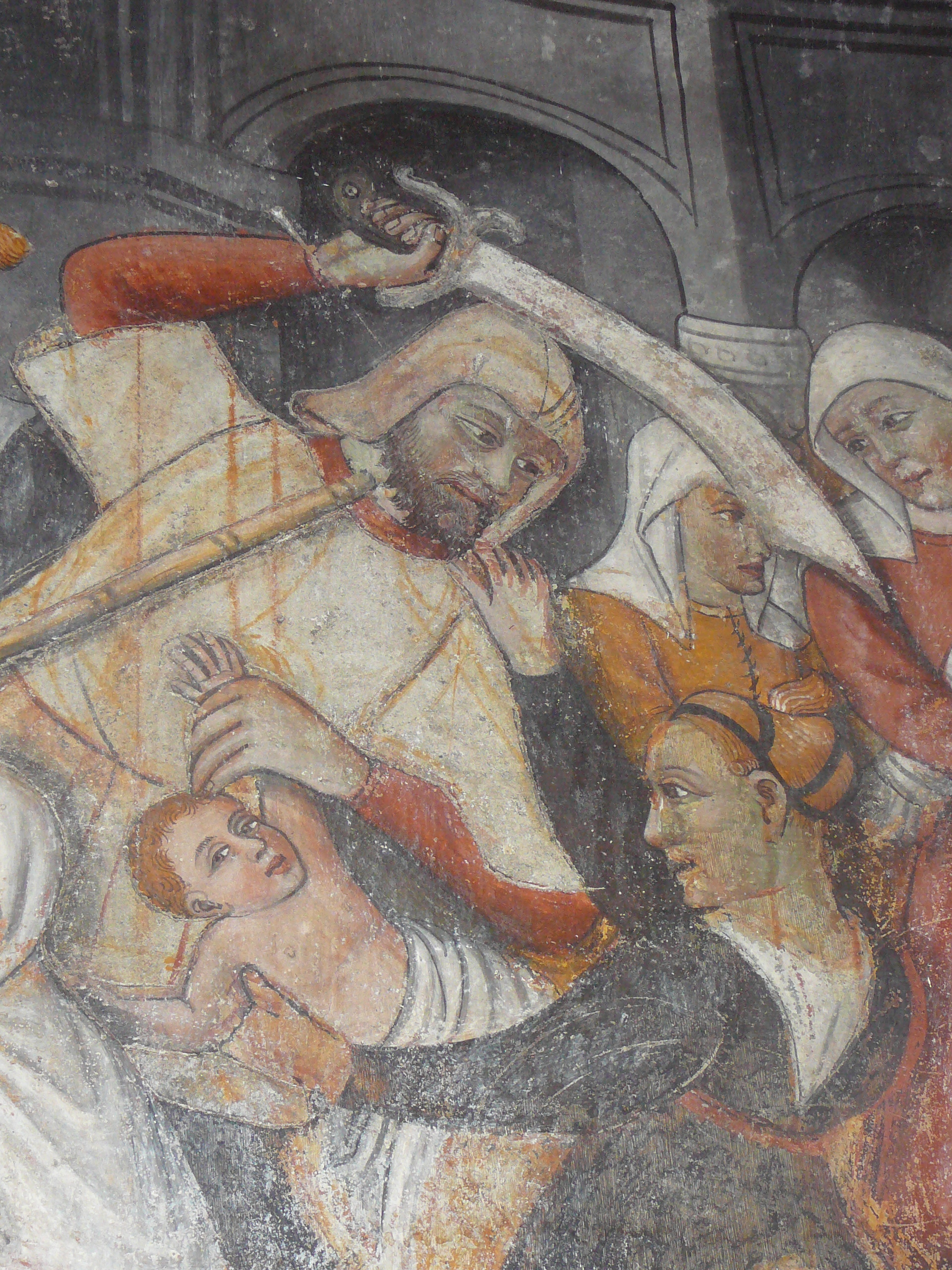
Església de St Pere i St Pau, interior: fresc- la matança dels innocents
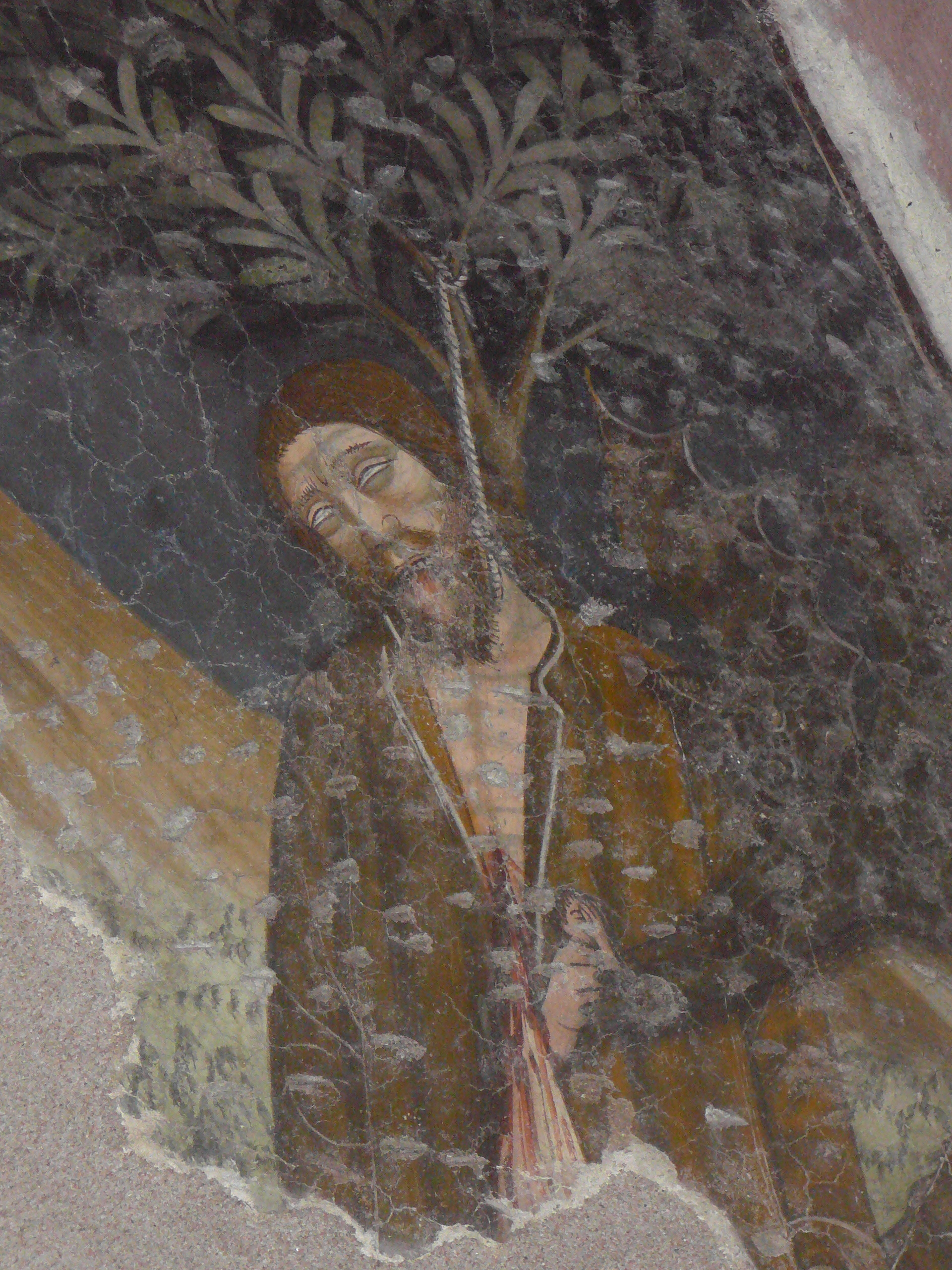
Església de St Pere i St Pau, interior: fresc- Giuda
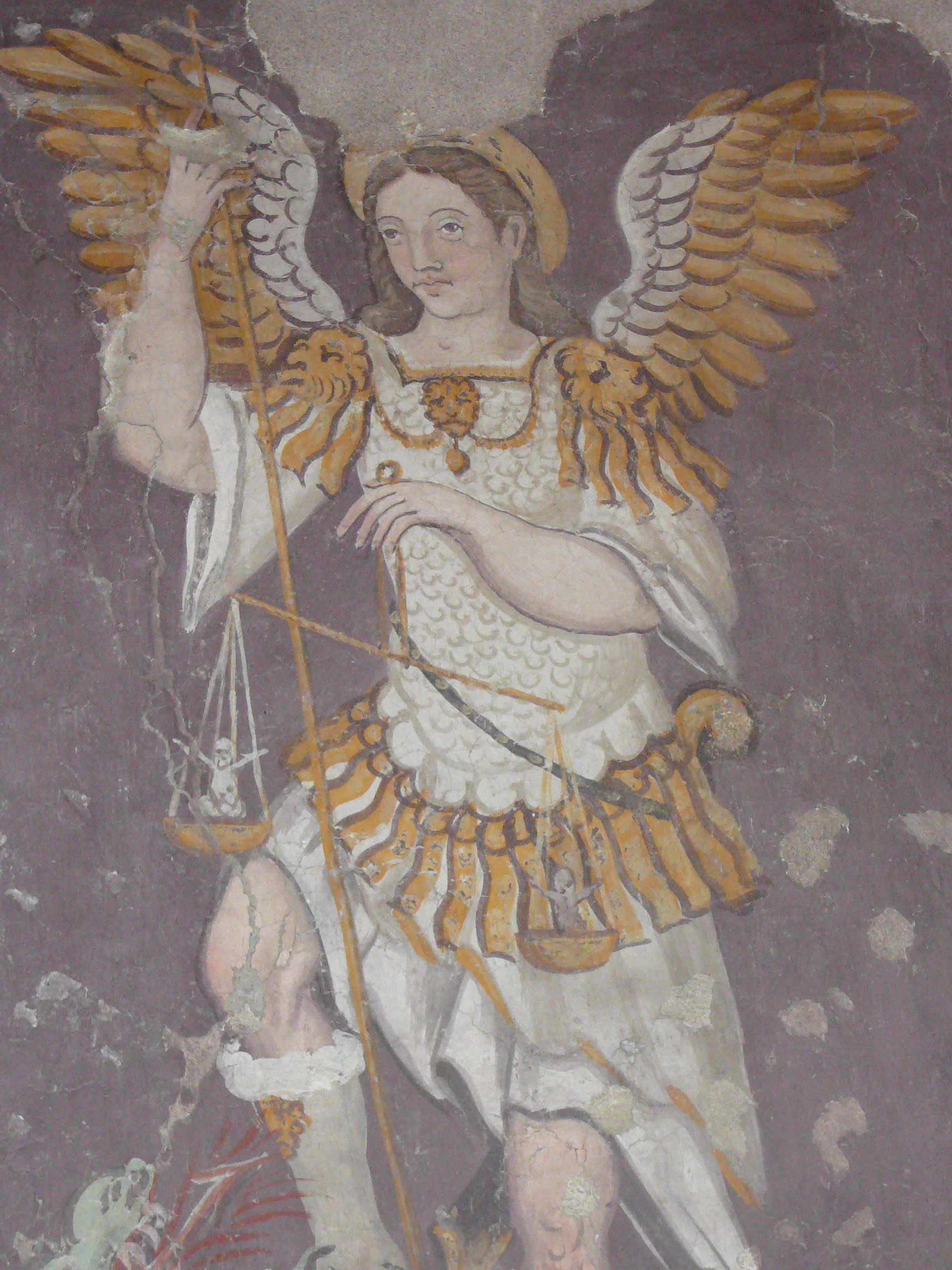
Església de St Pere i St Pau, interior: fresc- l'àngel
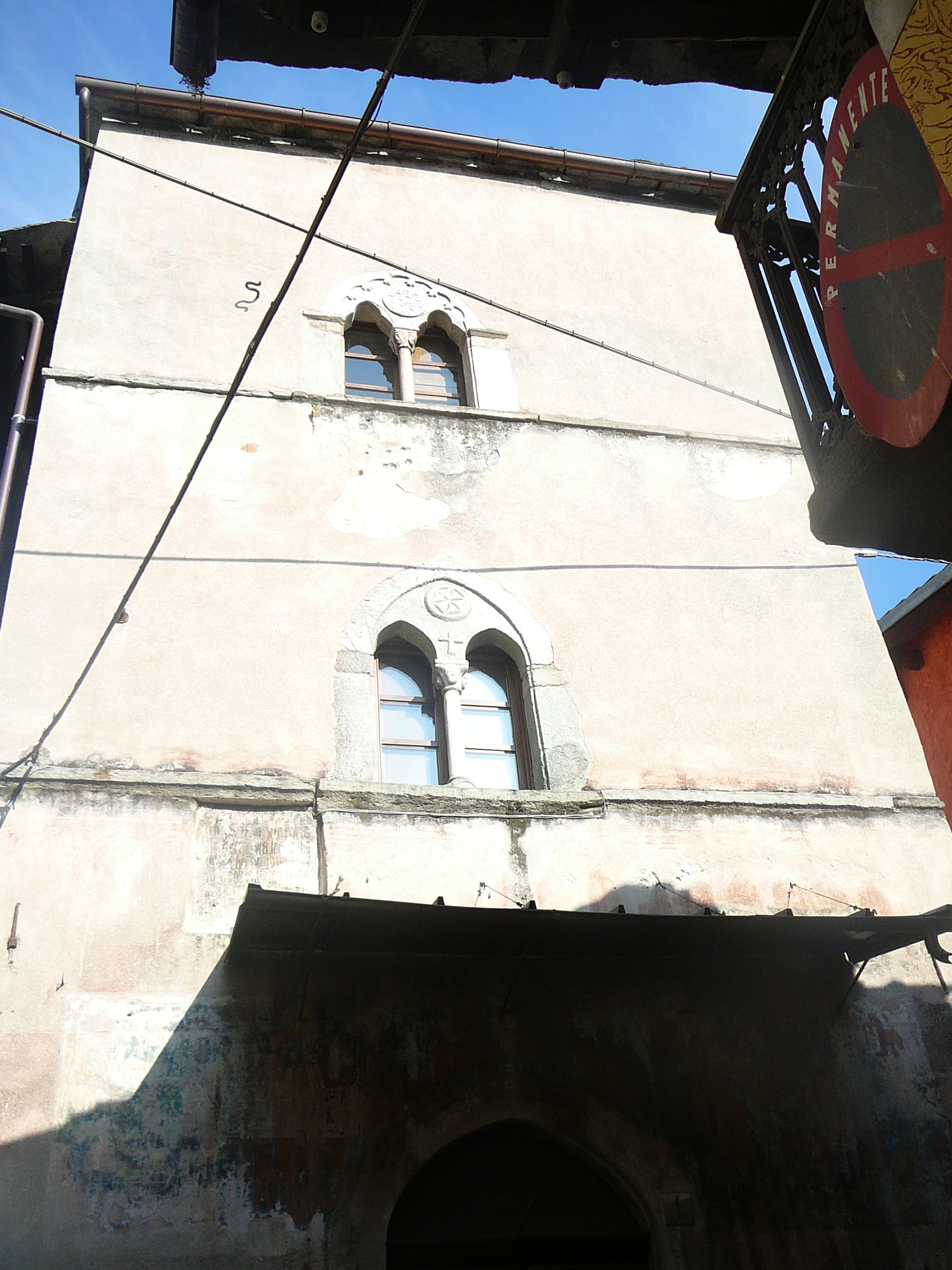
Casa Clary - ex palau comunal
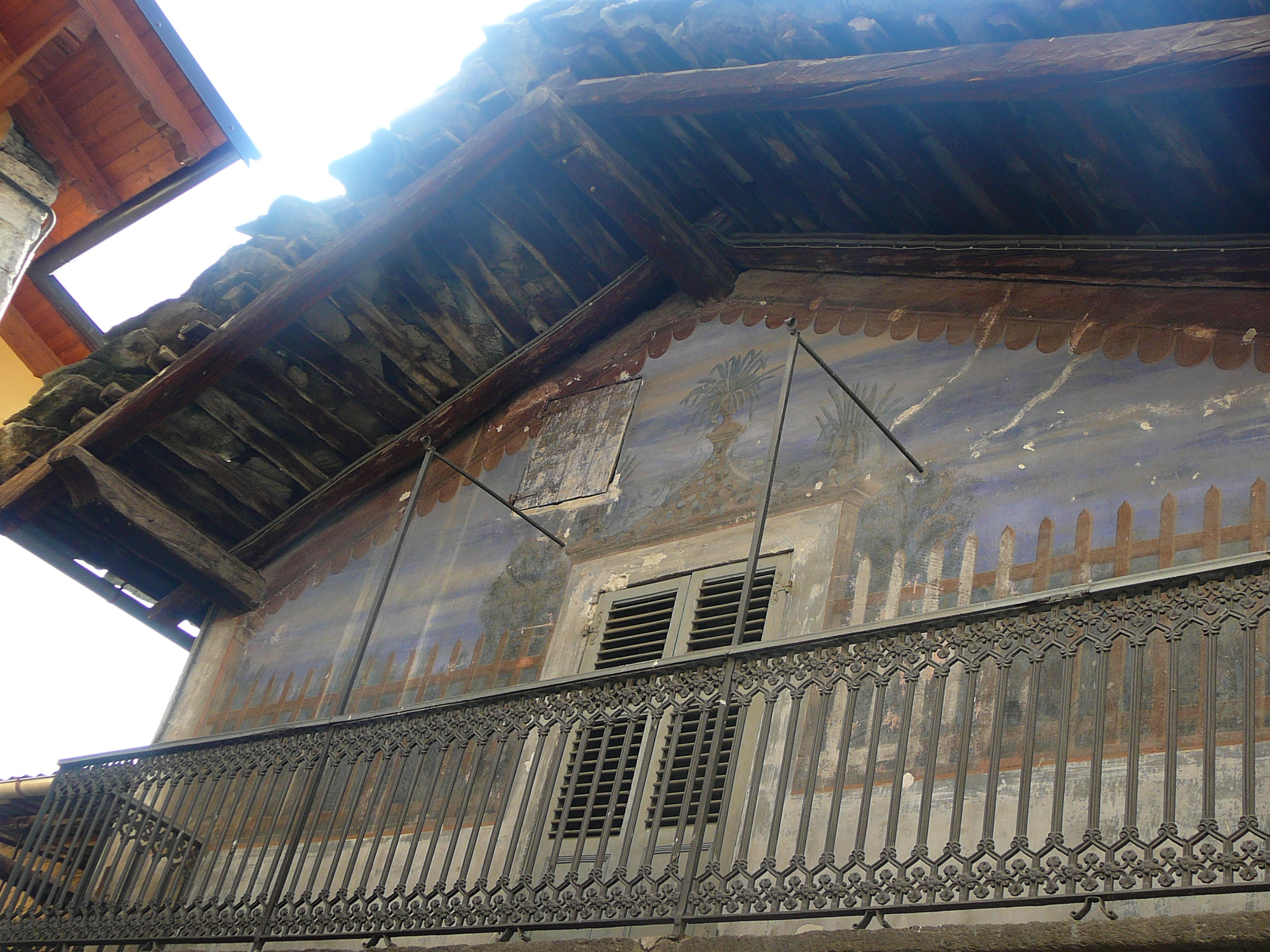
Façana